# Anita Błochowiak
Anita Błochowiak (ur. 7 listopada 1973 w Pabianicach) – polska polityk, posłanka na Sejm IV, V i VI kadencji. Córka Jerzego Błochowiaka.

## Życiorys
Ukończyła studia na Wydziale Zarządzania i Marketingu Uniwersytetu Łódzkiego z tytułem magistra ekonomii. Odbyła podyplomowe studia prawno-samorządowe w Instytucie Nauk Prawnych PAN w Warszawie.
Od 1998 pracowała na stanowisku kierownika ds. marketingu w łódzkiej firmie z branży włókienniczej (Ortal), następnie w branży farmaceutycznej (Aflopa). W latach 1999–2001 była wiceprezesem zarządu Ekologicznego Towarzystwa Leasingowego Eko-Pomoc (spółki kontrolowanej przez łódzki Wojewódzki Fundusz Ochrony Środowiska).
Była założycielką i przewodniczącą lokalnego koła Frakcji Młodych SdRP. W 1998 została radną, a dwa lata później wiceprzewodniczącą Rady Miasta Pabianice. W wyborach w 2001 oraz w wyborach w 2005 uzyskiwała mandat poselski z listy SLD w okręgu sieradzkim.
Na podstawie uchwały Sejmu z 28 lutego 2003 zastąpiła Ryszarda Kalisza na stanowisku członka komisji śledczej do zbadania tzw. afery Rywina. 5 kwietnia 2004 sejmowa komisja śledcza uchwaliła (głosami przedstawicieli SLD, Samoobrony i 1 niezrzeszonego) przygotowany przez nią raport, stwierdzający, że nie było żadnej „grupy trzymającej władzę”, zaś Lew Rywin działał sam. Raport został odrzucony przez Sejm, który przyjął raport posła Zbigniewa Ziobry. Na posiedzeniu komisji śledczej z 22 października 2003, na stwierdzenie Adama Michnika, że „bikiniarze chodzili w kolorowych skarpetkach”, odpowiedziała: „Mówi się, że pedały też”. Później przeprosiła za to określenie.
W wyborach parlamentarnych w 2007 po raz trzeci została wybrana na posła, z listy koalicji Lewica i Demokraci, otrzymując 22 698 głosów. W 2008 znalazła się w Klubie Poselskim Lewica (później przemianowanym na KP SLD).
W sierpniu 2011 została wiceprezesem Banku Spółdzielczego Towarzystwa Oszczędnościowo-Pożyczkowego Pa-Co-Bank w Pabianicach, w którym prezesem był jej ojciec Jerzy Błochowiak. Nie ubiegała się o reelekcję do parlamentu krajowego. W marcu 2014 została prezesem Pa-Co-Banku.